# Municipio de Cache (condado de Monroe)
El municipio de Cache (en inglés: Cache Township) es un municipio ubicado en el condado de Monroe, en el estado estadounidense de Arkansas. En el año 2010 tenía una población de 1851 habitantes y una densidad poblacional de 8,56 personas por km².

## Geografía
El municipio de Cache se encuentra ubicado en las coordenadas 34°43′24″N 91°18′23″O / 34.72333, -91.30639. Según la Oficina del Censo de los Estados Unidos, el municipio tiene una superficie total de 216.26 km², de la cual 208,61 km² corresponden a tierra firme y (3,54 %) 7,65 km² es agua.

## Demografía
Según el censo de 2010, había 1851 personas residiendo en el municipio de Cache. La densidad de población era de 8,56 hab./km². De los 1851 habitantes, el municipio de Cache estaba compuesto por el 63,48 % blancos, el 32,04 % eran afroamericanos, el 0,76 % eran amerindios, el 2,38 % eran de otras razas y el 1,35 % eran de una mezcla de razas. Del total de la población el 3,35 % eran hispanos o latinos de cualquier raza.